# Vickers Vanguard
Vickers Vanguard var  ett 4-motorigt passagerarplan med turbopropmotorer som var en vidareutvecklad och betydligt större version av Vickers Viscount. Planet flögs första gången 1959 och tillverkades i 44 exemplar av Vickers. Tillverkningen lades ner 1963.
Planet flögs bland annat av:
- Air Bridge Carriers
- Air Gabon
- Air Trader
- Air Viking (Island)
- British European Airways (BEA), senare British Airways
- DHL Air UK
- EAS Europe Aero Service
- Elan Air Cargo
- Hunting Cargo Airlines
- Merpati Nusantara Airlines
- Inter Cargo Service
- Invicta International Airlines
- Thor Air Cargo
- Trans-Canada Airlines (TCA) / Air Canada